# MuseumHinterPasseier
Der Verein MuseumHinterPasseier wurde im Jahr 2016 in Moos in Passeier gegründet.
Zweck des Vereins ist die Errichtung, Führung und Verwaltung des „Museums Hinterpasseier“ in Moos in Passeier, in den Räumlichkeiten des Bunker Mooseums. Der Verein gewährleistet den öffentlichen Zugang zu Besichtigungen und die Nutzung der Räumlichkeiten für kulturelle Veranstaltungen. Weiteres verfolgt er die Realisierung, Förderung, Vermittlung, Führung und Verwaltung all jener Einrichtungen, die geeignet sind, den kulturellen Belangen der Mitglieder bestmöglich zu dienen.
Zu den Gründungsmitgliedern gehören Konrad Pamer (Obmann und Gründungsmitglied; Platt), Alberich Hofer (Vize-Obmann Gründungsmitglied; Pfelders), Regina Gufler (Vorstands- und Gründungsmitglied; Moos), Anna Pflug (Vorstands- und Gründungsmitglied; Stuls), Arnold Rinner (Gründungsmitglied; Platt), Gothard Gufler (Bürgermeister Gemeinde Moos und Gründungsmitglied; Rabenstein), Stefan Ilmer (Vize-Bürgermeister Gemeinde Moos und Gründungsmitglied; Stuls), Johannes Haller (Gründungsmitglied).

## Lage
Der Hauptsitz des Verein MuseumHinterPasseier befindet sich im Glasturm, welcher zum Bunker Mooseum in Moos in Passeier gehört. Das Bunker Mooseum ist die Hauptstruktur des MuseumHinterPasseier. Zusätzlich gibt es drei weitere Strukturen, die vom MuseumHinterPasseier verwaltet und geführt werden: Die Timmelsjocherfahrung, die museale Struktur Timmel_Transit und das Stieber Mooseum (Eröffnung Frühjahr 2019).

## Strukturen

### Bunker Mooseum
Das Bunker Mooseum wurde am  7. April 2010 offiziell eröffnet und war zuvor 2009 als Baustellen-Museum kostenlos zugänglich. Es ist  im Besitz der Gemeinde Moos in Passeier und verfügt über mehrere Museumsbereiche.

#### Glasturm

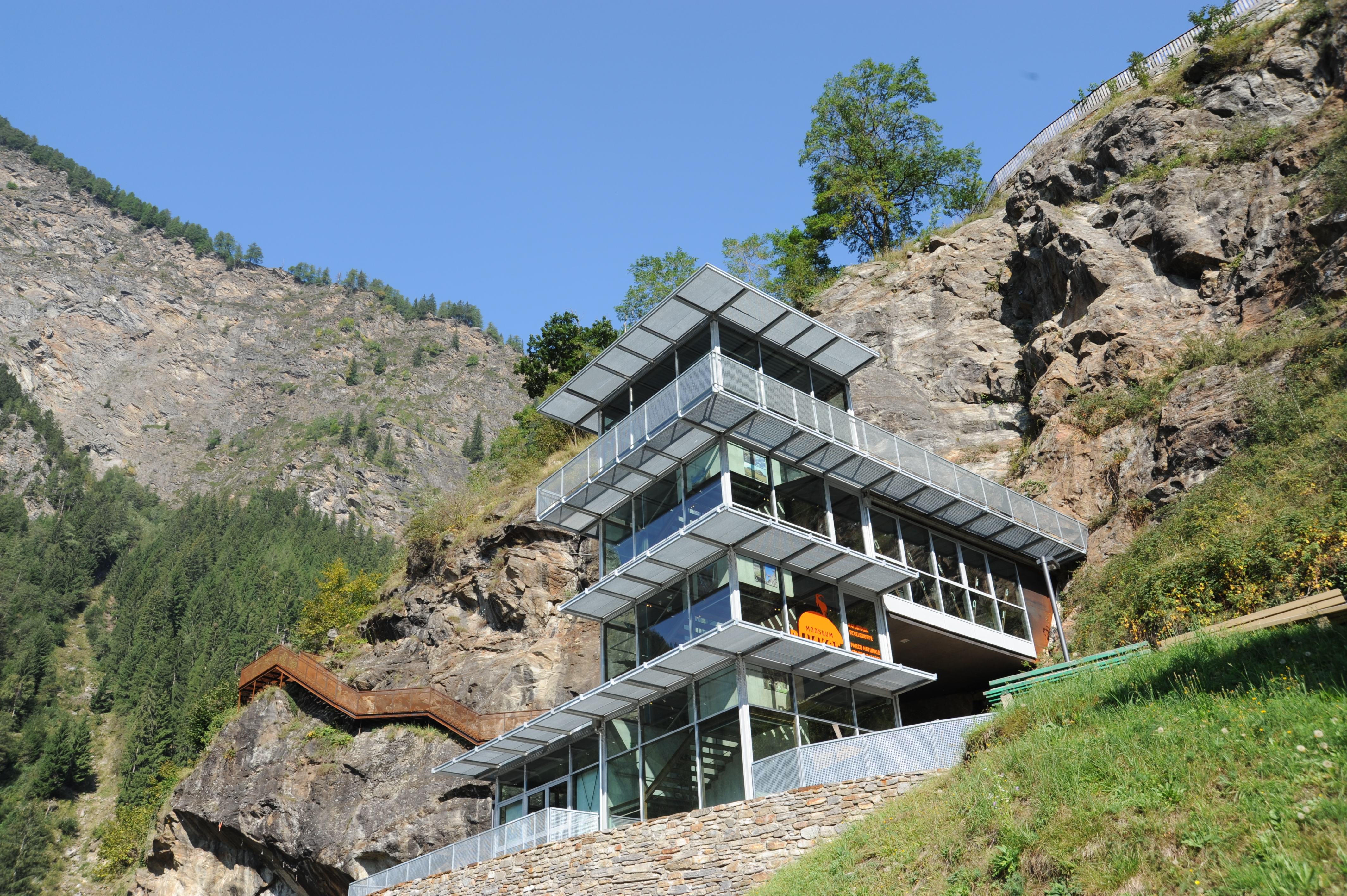
Bunker Mooseum – der Glasturm

Am Westrand des Dorfzentrums von Moos in Passeier sieht man von Weitem den auffallenden, modernen, von Baldini Stefan aus Meran konzipierten Glasturm. Darin befindet sich im Erdgeschoss ein Infozentrum zum Naturpark Texelgruppe, im ersten Stock der Eingangsbereich mit Kassa, sowie im zweiten Stock eine Plattform mit Aussicht auf Moos und die Umgebung. Über eine Brücke im ersten Stock des Glasturms gelangt man vorbei am Eingangsbereich in den Felsstollen des militärischen Bunkers, wo sich die Hauptausstellung des Bunker Mooseum befindet. Entlang des Treppenhauses im Glasturm sieht man Bilder der verschiedenen Vegetationsstufen des Naturparks Texelgruppe.

#### Infostelle Naturpark Texelgruppe
Das Bunker Mooseum ist offizielle Infostelle des Naturpark Texelgruppe. Das Naturparkhaus befindet sich in Naturns. Die Gemeinde Moos in Passeier ist die Gemeinde mit der größten Gemeindefläche im Naturpark. Im Ausstellungsraum veranschaulicht ein Relief das Naturparkgebiet und seine Umgebung wie das Burggrafenamt, das Passeiertal und Teile des Vinschgau. Ergänzend gibt es Landschaftsbilder und Filme über die sieben Südtiroler Naturparke. Der  Naturpark Texelgruppe ist mit einer Fläche von 31.400 ha der größte der sieben Südtiroler Naturparke und wurde 1976 als zweiter Naturpark Südtirols gegründet.

#### Bunker
Der Bunker, welcher von 2005 bis 2010 zum heutigen Bunker Mooseum ausgebaut wurde, ist der südlichste von insgesamt sechs Bunkern in Moos in Passeier.  Bei allen Bunkerteilen handelt es sich um Originalbaubestände aus dem Jahr 1942, welche   in den   Felsen hineingebaut wurden. Der Bunker setzt sich aus dem Lagerstollen mit der Hauptausstellung, der Wendeltreppe bestehend aus 177 Stufen im Felsinneren sowie der Gefechtsebene mit den drei Schießscharten mit Schussrichtung Timmelsjoch zusammen. Auf den   Felsen hat man bis 1942 einen acht Meter dicken, panzerschusssicheren Betonbunkerkopf aufgegossen. Dieser Bunkerkopf wurde für das Museum neu durchbohrt und es wurden neue 45 Stufen nach oben geschaffen, um direkt in den Freibereich über dem Bunkerkopf zu gelangen. Die Hauptausstellung im Lagerstollen setzt sich aus verschiedenen Ausstellungsbereichen zusammen: Bunkergeschichte, Archäologie, Zeitgeschichte, Bergwerk Schneeberg.

#### Bunkergeschichte

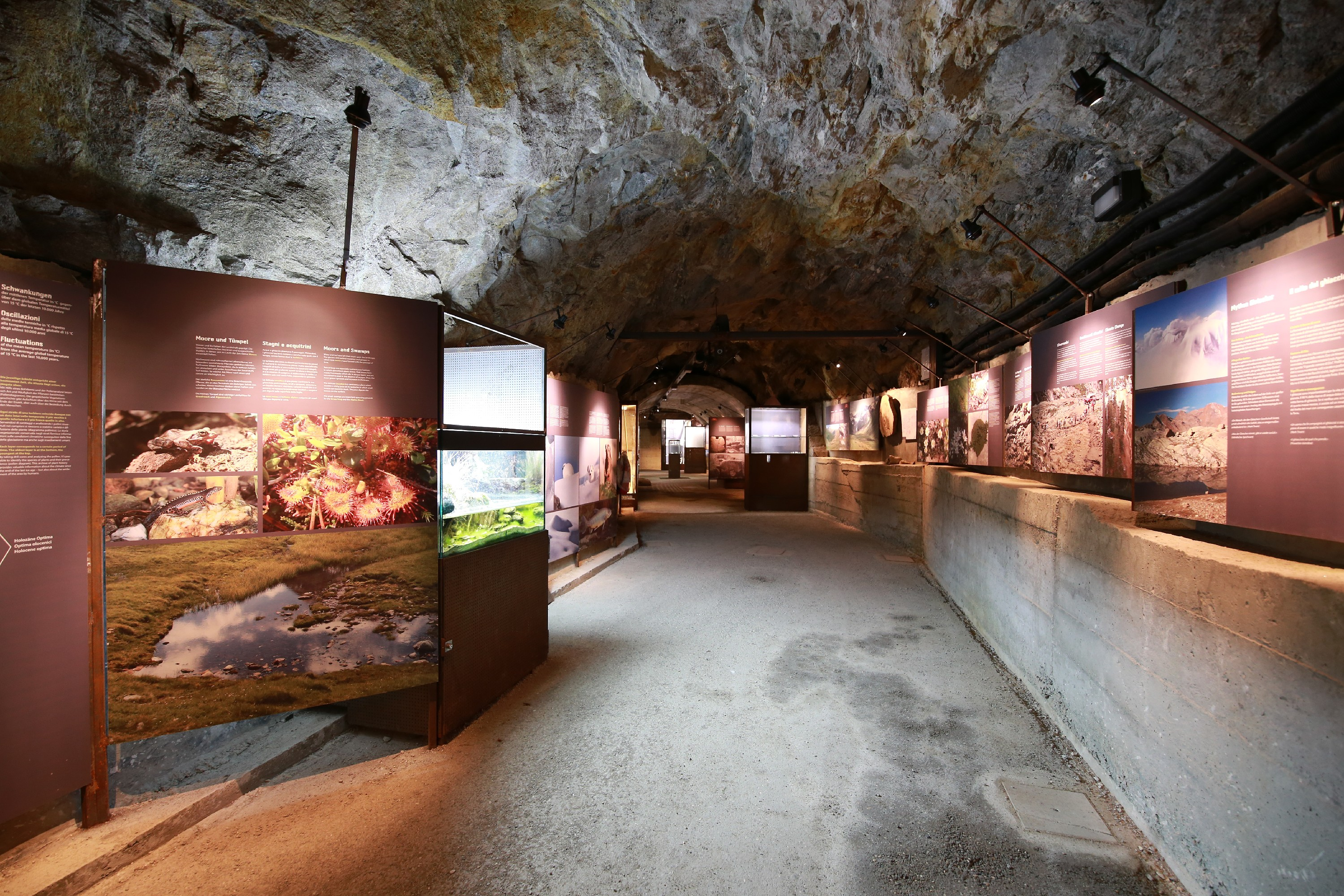
Bunkerstollen

In Moos in Passeier wurden auf Befehl Mussolinis von März 1940 bis zum Sommer 1942 insgesamt sechs Bunker als Teil des Vallo Alpino del Littorio realisiert. Damit sollte der Passübergang, das Timmelsjoch vor einem Angriff Deutschlands, Adolf Hitlers geschützt werden, trotz des Stahlpaktes und der Achse Berlin-Rom. Alle sechs Bunker des   „Sbarramento di Moso“ wurden jedoch im Sommer 1942 als Rohbauten geschlossen und niemals während des Krieges benutzt. Der Bunker, welcher zum Bunker Mooseum ausgebaut wurde, ist der südlichste Bunker und hatte den Namen „opera 3“. Die anderen fünf Bunker befinden sich in den Bergwänden Richtung Timmelsjoch und sind verschlossen und ungenutzt.
In diesem Ausstellungsbereich werden die Hintergründe zum Bunkerbau in Moos in Passeier und des Vallo Alpino del Littorio in Südtirol beleuchtet. Auf einer   Südtirolkarte wird gezeigt, wo   General Badoglio im Auftrag Mussolinis von Mitte der 1930er Jahre bis 1942 über 350 Bunker erbauen ließ. Am Ende dieses Ausstellungsbereiches führt  durch den Felsen eine   Wendeltreppe aus dem Jahr 1942, bestehend aus 132 Stufen zur Gefechtsebene mit den drei Schießscharten. Hier war die Positionierung von Maschinengewehren mit Schussrichtung Timmelsjoch vorgesehen. Neben den ursprünglichen Munitionsräumen gibt es auch ein originales Maschinengewehr, eine Breda 37, zu sehen.

#### Archäologie

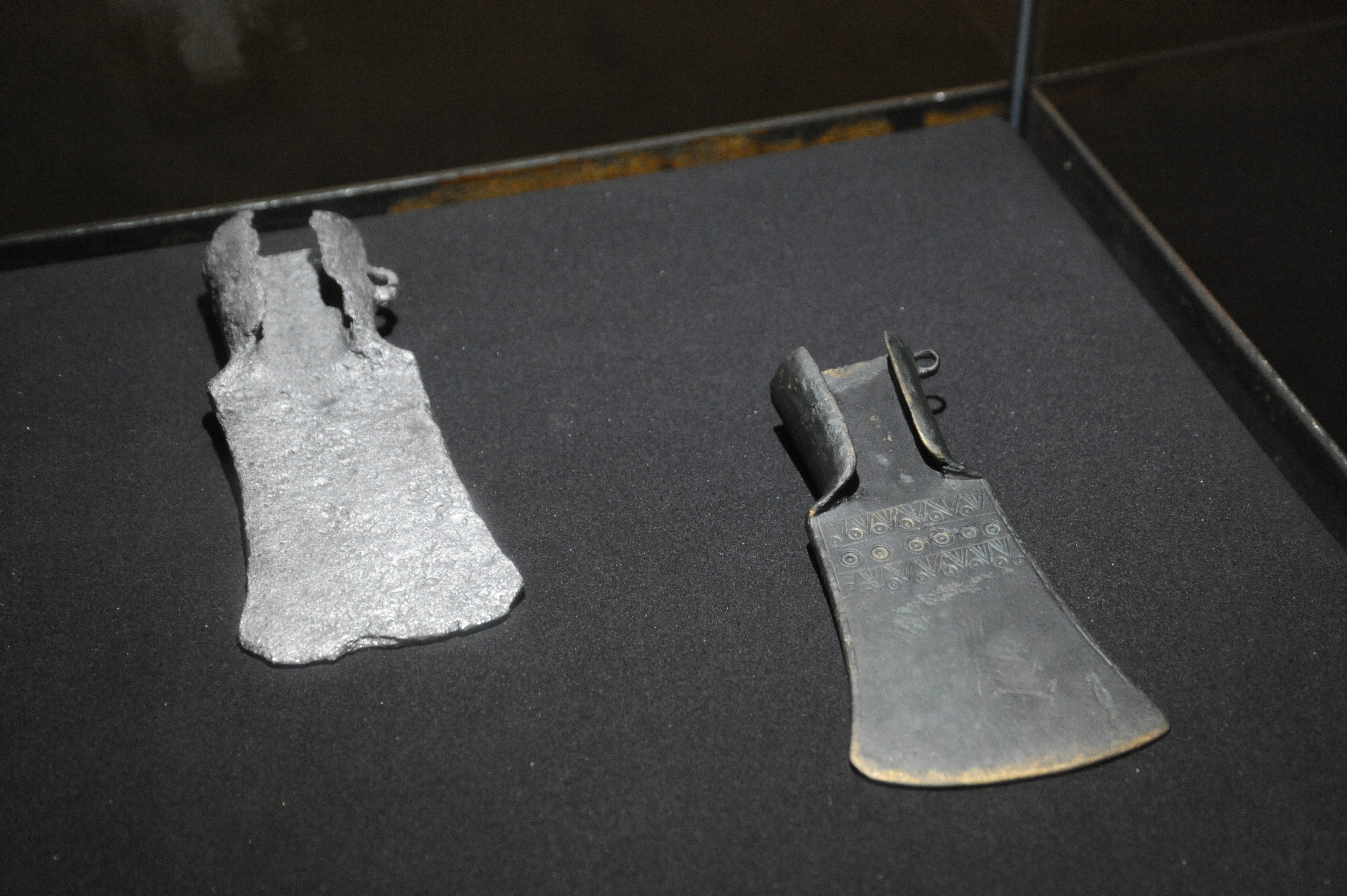
Beilklingen aus der Eisenzeit

In den Jahren 2003 bis 2006 haben, im Auftrag der Gemeinde Moos in Passeier, auf den Almen des Hinterpasseier archäologische Grabungsarbeiten im Rahmen eines Interreg-3-Projektes stattgefunden. Im Zuge derer kamen   Funde ans Tageslicht, welche in dieser Ausstellung dem Besucher zugänglich gemacht werden. Mikrolithen aus der Mittelsteinzeit, ein Seelenstein aus der Kupfersteinzeit, endständige Lappenbeile aus der Eisenzeit und eine Viehschelle aus dem 14. Jahrhundert sowie weitere  Fundstücke beweisen und dokumentieren   die 10.000 Jahre alte Besiedelung des Hinterpasseier. Der Museumsbesucher wird über die verschiedenen Datierungsmethoden der Fundstücke, wie die Dendrochronologie, die C-14-Datierung und die Pollenanalyse informiert. Dafür wurden  ein Aquarium aufgebaut, welches   ein Hochmoor darstellt, sowie eine 500 Jahre alte Baumscheibe angebracht.

#### Zeitgeschichte

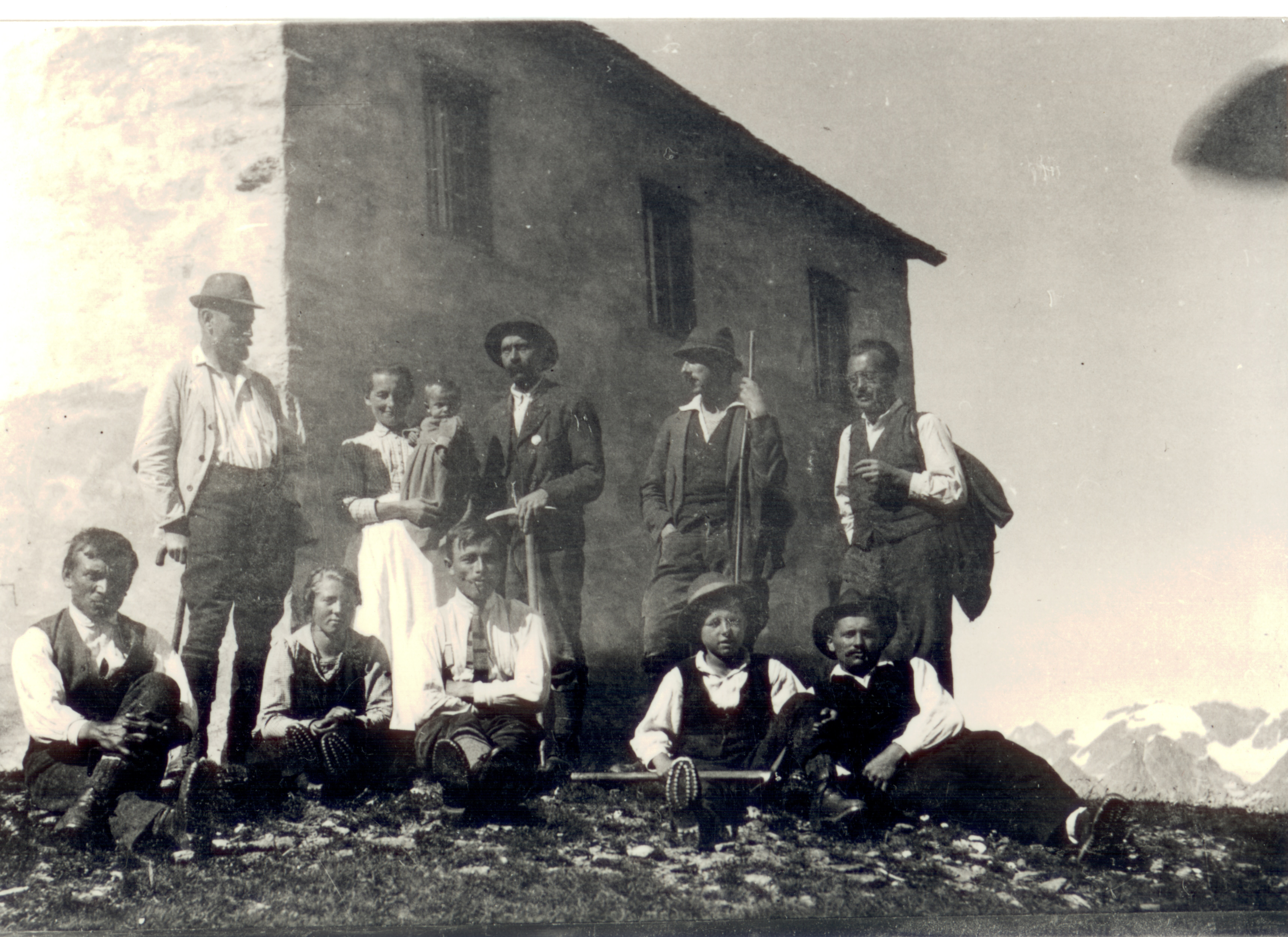
Stettinerhütte um die Jahrhundertwende

In diesem Ausstellungsbereich wird der Wandel des Hinterpasseiers – und gleichzeitig   Südtirols – vom 19. Jahrhundert an dargestellt. Gegen Ende des 19. Jahrhunderts florierte die Wirtschaft des Passeiertals unter dem Kaiserreich Österreich-Ungarn, es vollzogen sich erste Schritte in Richtung Tourismus, das Straßen- und Schienennetz im Lande wurden ausgebaut, die Passeirer genossen Wohlstand. Diese Zufriedenheit wurde durch den Ausbruch des 1. Weltkrieges   unterbrochen und mit dem Friedensvertrag von St. Germain bei Paris fiel Südtirol im Jahr 1919, nachdem es 555 Jahre zu Österreich gehörte, an Italien. Die Italianisierung Südtirols unter Mussolini, das Optionsabkommen vom 21. Oktober 1939, der 1. und 2. Weltkrieg und die wirtschaftlich schlechte Nachkriegszeit förderten den Schmuggel, das Wildern, die Kriminalität im Hinterpasseier und gestalteten das 20. Jahrhundert für das Passeiertal schwierig. Eine   Filmanimation über den Wandel der Gemeinde Moos in Passeier von der armen, kleinen Berggemeinde zu einer der reichsten Gemeinden Südtirols beendet diese Ausstellung.

#### Kummersee 1401–1774
Im hinteren Teil des Museums sind Informationen zum Kummersee in Rabenstein zu finden. Von 1401 bis 1774 existierte unterhalb des Dorfes Rabenstein im hinteren Passeiertal der Kummersee. Der 2 km lange, 1 km breite und circa 40 m tiefe See entstand 1401 durch einen gewaltigen Bergsturz an der  linken Talseite unterhalb von Rabenstein. Seinen Namen erhielt er aufgrund seiner acht Seeausbrüche und der damit einhergehenden Verwüstungen am gesamten Passeiertal und an der Stadt Meran. Beim ersten Seeausbruch 1419 wurde das Spital und die Spitalskirche in Meran völlig zerstört und es gab 400 Tote zu verzeichnen. Der achte und größte Seeausbruch 1774 sprengte den vorderen Seedamm weg und seitdem gibt es den Kummersee nicht mehr. Das alte Seebecken auf 1.340 m Höhe kann heute über den neuangelegten Kummerseerundweg erwandert werden. Acht Stationen entlang des Rundweges geben Auskunft über die Geschichte des Sees und über die Geschichte des Dorfes Rabenstein.

#### Bergwerk Schneeberg
Das Erlebnisbergwerksmuseum Schneeberg befindet sich direkt oberhalb von Moos in Passeier rechts vom Timmelsjoch auf 2.355 m. So widmet sich der Ausstellungsraum im linken Bunkerstollen des Bunker Mooseum dem einst höchstgelegenen Bergwerk Europas Schneeberg. Das Bergwerksareal reichte von 2.000 bis 2.500 m und war bis 1967 aktiv. Abgebaut wurden Silber, Blei, Kupfer und Zink. Man erreicht dasselbe Bergwerk auch von Maiern im Ridnauntal aus, wo sich die Aufbereitungs- und Transportanlagen der Erze befanden. Das Abbaugebiet und die Lagerstätten der Erze waren immer im Hinterpasseier. Eine Mineraliensammlung, ein Grubenhunt mit Utensilien vom Bergwerk Schneeberg und mehrere Schautafeln und ein Film berichten von der Bergbaugeschichte.

#### Steinbockgehege

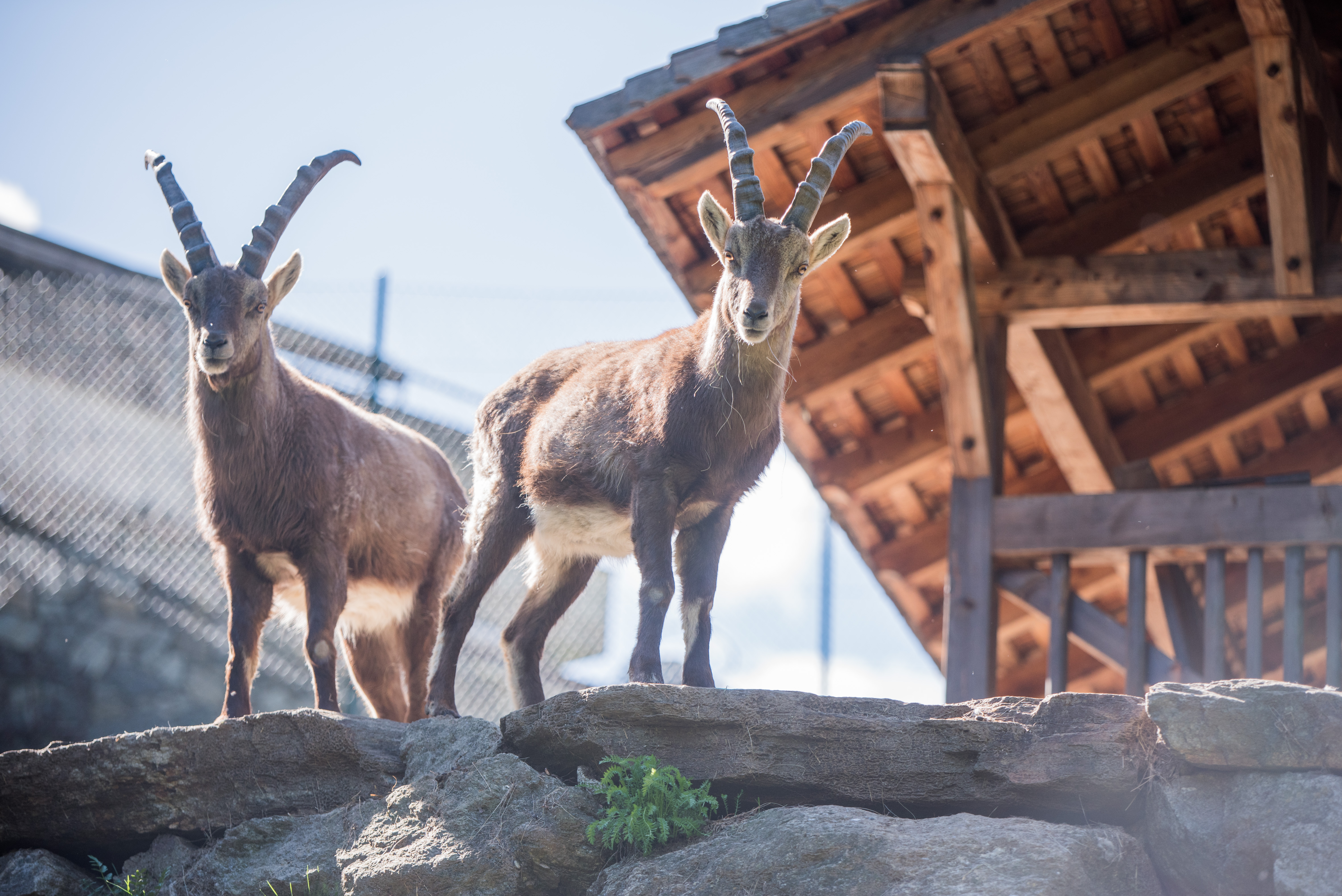
Steinbockgehege

Im weitläufigen Freibereich des Bunker Mooseums befindet sich ein Gehege, in dem eine Gruppe Steinböcke lebt. Die offene Außentreppe führt  durch das Steinbockgehege. Im Jahr 2018 gelang es durch ein Sonderdekret der Provinz Bozen erstmals in Südtirol im Gehege geborene Steinböcke auszuwildern.
Über die Außentreppe gelangt man auch zum Vogelgehege mit  Kreuzschnäbeln, Dompfaff, Stieglitzen, Erlen- und Birkenzeisigen.
Von hier aus hat man einen direkten Blick auf den Europäischen Fernwanderweg E5, welcher am Bunker Mooseum vorbei durch das Zentrum von Moos in Passeier weiter nach Stuls, über die Pfandleralm bis nach Bozen, Verona oder bis nach Venedig führt.
Ebenso im Freibereich befinden sich eine originale Gletschermühle, welche vom Ende der letzten Eiszeit zeugt, sowie eine natürliche Kletterwand an der Außenfront der Bunkeranlage.

### Timmelsjoch-Erfahrung
Im Jahr 2009 wurden entlang der Timmelsjoch-Hochalpenstraße fünf Minimuseen errichtet: der Granat gleich oberhalb von Moos in Passeier, das Fernrohr kurz vor dem Passübergang auf Südtiroler Seite, das Passmuseum direkt am Timmelsjoch, der Steg und der Schmuggler auf Ötztaler Seite. Alle fünf Minimuseen, welche von Architekt Werner Tscholl konzipiert wurden, liegen direkt an der Timmelsjoch-Hochalpenstraße, bieten Parkmöglichkeit und sind kostenlos zugänglich. Die Strukturen auf Südtiroler Seite werden vom MuseumHinterPasseier verwaltet.

### Timmel_Transit
Im September 2018 wurde die museale Struktur Timmel_Transit im Zuge des Julibläums "50 Jahre Timmelsjochstraße" eröffnet. Die museale Struktur Timmel_Transit ist damit die Ergänzung zum Passmuseum am Timmelsjoch und kann im Zuge eines Rundganges erwandert werden. Sowie die fünf Minimuseum der Timmelsjoch-Erfahrung wurde auch das Timmel_Transit vom Architekt Werner Tscholl konzipiert.
In der Struktur wird der Bau der Timmelsjochstraße, hauptsächlich auf italienischer Seite veranschaulicht.

### Stieber Mooseum
Im Jahr 2019 entsteht im alten Elektrizitätswerk in Moos, das Stieber Mooseum. Die museale Struktur Stieber Mooseum erhält den Namen vom gleichnamigen Wasserfall direkt ober dem zukünftigen Museumsbereich.
Die Struktur beinhaltet die Themen Wasserkraft, Stromerzeugung und Technikgeschichte im Hinterpasseier. Die museale Struktur wird kostenlos zugänglich sein.